# Olanchito
Olanchito é uma cidade de Honduras localizada no departamento de Yoro.